# Chris Walker-Hebborn
Christopher James (Chris) Walker-Hebborn (Enfield, 1 juli 1990) is een Britse zwemmer. Hij vertegenwoordigde zijn vaderland op de Olympische Zomerspelen 2012 in Londen en op de Olympische Zomerspelen 2016 in Rio de Janeiro.

## Carrière
Bij zijn internationale debuut, op de wereldkampioenschappen zwemmen 2009 in Rome, strandde Walker-Hebborn in de halve finales van de 200 meter rugslag.
Tijdens de Gemenebestspelen 2010 in Delhi, waar hij deelnam namens Engeland, eindigde hij als vierde op de 200 meter rugslag en als zesde op de 100 meter rugslag. Samen met Robert Bale, Ross Davenport en Daniel Coombs eindigde hij als vijfde op de 4x200 meter vrije slag. Op de 4x100 meter wisselslag zwom hij samen met Daniel Sliwinski, Antony James en Adam Brown in de series, in de finale veroverden Sliwinski en James samen met Liam Tancock en Simon Burnett de bronzen medaille. Voor zijn aandeel in de series ontving Walker-Hebborn de bronzen medaille.
Op de wereldkampioenschappen zwemmen 2011 in Shanghai werd Walker-Hebborn uitgeschakeld in de series van zowel de 100 als de 200 meter rugslag. In Szczecin nam de Brit deel aan de Europese kampioenschappen kortebaanzwemmen 2011. Op dit toernooi strandde hij in op de 50, 100 en 200 meter rugslag in de series. Samen met Michael Jamieson, Antony James en Adam Brown eindigde hij als vijfde op de 4x50 meter wisselslag, op de 4x50 meter vrije slag eindigde hij samen met Adam Brown, Jak Scott en Antony James op de zevende plaats.
Tijdens de Olympische Zomerspelen van 2012 in Londen werd Walker-Hebborn uitgeschakeld in de series van zowel de 100 als de 200 meter rugslag. Op de wereldkampioenschappen kortebaanzwemmen 2012 in Istanboel strandde de Brit in de series van zowel de 100 als de 200 meter rugslag, op de 4x200 meter vrije slag eindigde hij samen met Ieuan Lloyd, Roberto Pavoni en Robert Renwick op de zevende plaats. Samen met Ieuan Lloyd, Robert Renwick en Roberto Pavoni werd hij uitgeschakeld in de series van de 4x100 meter vrije slag, op de 4x100 meter wisselslag strandde hij samen met Craig Benson, Ieuan Lloyd en Robert Renwick in de series.

### 2013-2016
In Barcelona nam Walker-Hebborn deel aan de wereldkampioenschappen zwemmen 2013. Op dit toernooi werd hij uitgeschakeld in de halve finales van zowel de 100 als de 200 meter rugslag, samen met Ross Murdoch, Michael Rock en Adam Brown strandde hij in de series van de 4x100 meter wisselslag. Tijdens de Europese kampioenschappen kortebaanzwemmen 2013 sleepte de Brit de bronzen medaille in de wacht op de 100 meter rugslag, daarnaast eindigde hij als zesde op de 50 meter rugslag.
Op de Gemenebestspelen 2014, waar hij deelnam namens Engeland, behaalde Walker-Hebborn de gouden medaille op de 100 meter rugslag en eindigde hij als vierde op de 50 meter rugslag. Op de 4x100 meter wisselslag legde hij samen met Adam Peaty, Adam Barrett en Adam Brown beslag op de gouden medaille. Samen met Lewis Coleman, Adam Barrett en James Disney-May zwom hij in de series van de 4x100 meter vrije slag, in de finale veroverden Barrett en Disney-May samen met Adam Brown en Benjamin Proud de bronzen medaille. Voor zijn aandeel in de series werd Walker-Hebborn beloond met de bronzen medaille. In Berlijn nam de Brit deel aan de Europese kampioenschappen zwemmen 2014. Op dit toernooi werd hij Europees kampioen op de 100 meter rugslag, daarnaast sleepte hij de bronzen medaille in de wacht op de 50 meter rugslag. Op de 4x100 meter wisselslag werd hij samen met Adam Peaty, Adam Barrett en Benjamin Proud Europees kampioen, samen met Adam Peaty, Jemma Lowe en Francesca Halsall behaalde hij de Europese titel op de gemengde 4x100 meter wisselslag. Tijdens de wereldkampioenschappen kortebaanzwemmen 2014 in Doha eindigde Walker-Hebborn als zevende op de 50 meter rugslag, op de 100 meter rugslag werd hij uitgeschakeld in de halve finales. Op zowel de 4x50 als de 4x100 meter wisselslag eindigde hij samen met Adam Peaty, Adam Barrett en Benjamin Proud op de vijfde plaats. Samen met Adam Peaty, Siobhan-Marie O'Connor en Francesca Halsall veroverde hij de zilveren medaille op de gemengde 4x50 meter wisselslag.
Op de wereldkampioenschappen zwemmen 2015 in Kazan eindigde de Brit als vijfde op de 100 meter rugslag. Op de 4x100 meter wisselslag eindigde hij samen met Adam Peaty, James Guy en Benjamin Proud op de vierde plaats. Samen met Adam Peaty, Siobhan-Marie O'Connor en Francesca Halsall werd hij wereldkampioen op de gemengde 4x100 meter wisselslag. In Netanja nam Walker-Hebborn deel aan de Europese kampioenschappen kortebaanzwemmen 2015. Op dit toernooi behaalde hij de zilveren medaille op de 50 meter rugslag en de bronzen medaille op de 100 meter rugslag.
Op de Europese kampioenschappen zwemmen 2016 in Londen strandde de Brit in de halve finales van zowel de 50 als de 100 meter rugslag. Op de 4x100 meter wisselslag prolongeerde hij samen met Adam Peaty, James Guy en Duncan Scott de Europese titel. Samen met Adam Peaty, Siobhan-Marie O'Connor en Francesca Halsall werd hij opnieuw Europees kampioen op de gemengde 4x100 meter wisselslag. Tijdens de Olympische Zomerspelen van 2016 in Rio de Janeiro werd Walker-Hebborn uitgeschakeld in de halve finales van de 100 meter rugslag. Op de 4x100 meter wisselslag sleepte hij samen met Adam Peaty, James Guy en Duncan Scott de zilveren medaille in de wacht.

## Internationale toernooien
| Jaar | Olympische Spelen                    | WK langebaan                                                       | WK kortebaan                                                                                              | EK langebaan                                                                       | EK kortebaan                                                                              | Gemenebestspelen                                                                                                   |
| ---- | ------------------------------------ | ------------------------------------------------------------------ | --- | ---------------------------------------------------------------------------------- | ----------------------------------------------------------------------------------------- | --- |
| 2009 |                                      | 9e 200m rugslag                                                    | |                                                                                    | geen deelname                                                                             | |
| 2010 |                                      |                                                                    | geen deelname                                                                                             | geen deelname                                                                      | geen deelname                                                                             | 6e 100m rugslag · 4e 200m rugslag · 5e 4x200m vrije slag · 4x100m wisselslag · Walker-Hebborn zwom enkel de series |
| 2011 |                                      | 26e 100m rugslag 17e 200m rugslag                                  | |                                                                                    | 30e 50m rugslag 23e 100m rugslag 28e 200m rugslag 7e 4x50m vrije slag 5e 4x50m wisselslag | |
| 2012 | 20e 100m rugslag 22e 200m rugslag    |                                                                    | 21e 100m rugslag 19e 200m rugslag 10e 4x100m vrije slag 7e 4x200m vrije slag 11e 4x100m wisselslag        | geen deelname                                                                      | geen deelname                                                                             | |
| 2013 |                                      | 12e 100m rugslag 13e 200m rugslag 9e 4x100m wisselslag             | |                                                                                    | 6e 50m rugslag · 100m rugslag                                                             | |
| 2014 |                                      |                                                                    | 7e 50m rugslag · 10e 100m rugslag · 5e 4x50m wisselslag · 5e 4x100m wisselslag · 4x50m wisselslag gemengd | 50m rugslag · 100m rugslag · 4x100m wisselslag · 4x100m wisselslag gemengd         |                                                                                           | 4e 50m rugslag · 100m rugslag · 4x100m vrije slag · Walker-Hebborn zwom enkel de series · 4x100m wisselslag        |
| 2015 |                                      | 5e 100m rugslag · 4e 4x100m wisselslag · 4x100m wisselslag gemengd | |                                                                                    | 50m rugslag · 100m rugslag                                                                | |
| 2016 | 11e 100m rugslag · 4x100m wisselslag |                                                                    | 6-11 december                                                                                             | 12e 50m rugslag · 12e 100m rugslag · 4x100m wisselslag · 4x100m wisselslag gemengd |                                                                                           | |

## Persoonlijke records
Bijgewerkt tot en met 6 december 2015
Kortebaan
| Afstand      | Tijd    | Datum           | Plaats  |
| ------------ | ------- | --------------- | ------- |
| 50m rugslag  | 23,09   | 6 december 2015 | Netanja |
| 100m rugslag | 50,35   | 4 december 2015 | Netanja |
| 200m rugslag | 1.50,73 | 6 augustus 2009 | Leeds   |

Langebaan
| Afstand      | Tijd    | Datum         | Plaats  |
| ------------ | ------- | ------------- | ------- |
| 50m rugslag  | 24,92   | 26 juli 2014  | Glasgow |
| 100m rugslag | 52,88   | 14 april 2015 | Londen  |
| 200m rugslag | 1.56,05 | 30 juli 2009  | Rome    |